# 동국알앤에스
동국알앤에스(Dongkuk Refractories & Steel Co., Ltd.)는 대한민국의 기업이다. 본사는 경상남도 김해시 상동면 상동로375번길 26-29에 위치해 있으며 대표이사는 남기성이다. 2020년 호주에서 희토류 광산을 보유한 ASM와 업무협약을 맺은 적이 있다

## 역사
2004년 동국산업로부터 인적분할하여 설립되었다.

## 같이 보기
- 희토류

## 참고 문헌
1. ↑  김경택, 동국알앤에스, 남기성 대표이사 신규 선임, 뉴시스, 2023.03.22
2. ↑  박연오, 동국알앤에스, 美 테슬라도 핵심광물 변경해야…중·러산 불가 호주 ASM과 국내유일 협약, 대한경제, 2023-12-18
3. ↑  한상경, 동국알엔에스·노바텍 주가 상승세, 티플랙스 하락, 국제뉴스, 2022.04.07